# Alexandromenia
Alexandromenia is een geslacht van wormmollusken uit de  familie van de Amphimeniidae.

## Soorten
- Alexandromenia acuminata Salvini-Plawen, 1978
- Alexandromenia agassizi Heath, 1911
- Alexandromenia antartica Salvini-Plawen, 1978
- Alexandromenia avempacensis Pedrouzo & Cobo, 2014
- Alexandromenia crassa Odhner, 1920
- Alexandromenia grimaldii Leloup, 1946
- Alexandromenia gulaglandulata Salvini-Plawen, 2008
- Alexandromenia heteroglandulata Salvini-Plawen & Schwabe, 2012
- Alexandromenia latosoleata Salvini-Plawen, 1978
- Alexandromenia marisjaponica Saito & Salvini-Plawen, 2014
- Alexandromenia pilosa Handl & Salvini-Plawen, 2002
- Alexandromenia valida Heath, 1911